# المضايعة (كشر)

تعديل مصدري - تعديل

المضايعة هي إحدى قرى عزلة الحماريين بمديرية كشر التابعة لمحافظة حجة، بلغ تعداد سكانها 271 نسمة حسب تعداد اليمن لعام 2004.